# Aguila (Arizona)
Aguila – jednostka osadnicza w Stanach Zjednoczonych, w stanie Arizona, w hrabstwie Maricopa.

## Geografia
Aguila położona jest w stanie Arizona, w hrabstwie Maricopa i leży na wysokości 663 m n.p.m..

## Demografia
Według spisu ludności z 2020 roku w Aguila mieszkało 565 mieszkańców.